# Ponte metálica Dr. Dinis Assis Henning
A ponte metálica Dr. Diniz Assis Henning é uma ponte que liga as cidades de Mafra em Santa Catarina e Rio Negro no Paraná, sobre o rio Negro, rio este que serve de divisa entre os dois estados.
É tombada pelo Conselho Estadual de Cultura da Fundação Cultural do Estado de Santa Catarina desde 28 de setembro de 1999, e é o maior monumento da região.

## História
Popularmente conhecida com "Ponte Metálica", foi construída nos estaleiros da Compgneie Dyle et Baccalan, na cidade de Lovaina, na Bélgica, levou um ano para ser montada, e foi inaugurada em 22 de novembro de 1896 durante o mandato do governador José Pereira dos Santos Andrade, tendo custado aos cofres do estado do Paraná a quantia de 728 contos e 728 mil réis. A ponte trouxe impulso ao desenvolvimento da região, que até então utilizava barcos para a travessia do rio Negro. 
Oficialmente, as medidas da ponte são 71,46 metros de comprimento, 7 metros de largura e 8,10 metros de altura. Além da estrutura de ferro, a ponte possuía ainda viadutos de acesso nos dois lados, construídos em alvenaria, totalizando assim 110 metros de comprimento. Essas medidas são famosas e criaram um folclore, pois a ponte é mais curta que os taludes que margeiam o rio Negro e, até hoje, não se sabe ao certo qual a razão de tal erro; alguns dizem que foi erro de engenharia, pois mediram a distância das margens pelo leito do rio, o que parece viável, pois o seu comprimento é exatamente o da largura do rio em época de seca.
Outra versão, bastante popular, é a da troca de pontes, pois foram construídas duas pontes na Bélgica, uma mais curta que deveria ser destinada à África, para ser instalado em um rio com nome homônimo ao rio Negro, e uma mais comprida, que deveria vir ao Brasil. Somente na montagem da ponte foi descoberto o erro, pois a ponte mais curta, que deveria ser destinada à África, foi montada no Brasil.
Situada em uma área que é um marco histórico-geográfico de disputas territoriais entre Santa Catarina e Paraná, o valor da ponte é confirmado pelo tombamento efetuado pelos governos paranaense e catarinense.
No final do século XX a ponte foi fechada ao trânsito para ser restaurada e reinaugurada, com liberação ao tráfego em 2000.